# Jiří Magál
Jiří Magál (n. 11 aprilie 1977, Chrudim, Pardubice, Cehia) este un schior de fond ce a reprezentat Cehia, medaliat olimpic. A participat la 5 ediții ale Jocurilor Olimpice (1998, 2002, 2006, 2010, 2014) în care a câștigat o medalie de bronz.